# Hormuzd Rassam
Hormuzd Rassam (ur. 1826 w Mosulu, zm. 16 września 1910 w Brighton) – asyryjski archeolog, dyplomata i podróżnik. Jeden z pierwszych rodzimych badaczy przeszłości Mezopotamii. Z ramienia British Museum prowadził wykopaliska na wielu bliskowschodnich stanowiskach, m.in. w Niniwie, Nimrud (Kalchu), Babilonie, Borsippie i Balawat (Imgur-Enlil). Do najważniejszych odnalezionych przez niego zabytków należą tabliczki z Eposem o Gilgameszu (odkryte w Niniwie), Cylinder Cyrusa (odkryty w Babilonie) i fragmenty brązowych paneli z monumentalnych wrót z Balawat.

## Życiorys
Hormuzd Rassam urodził się w 1826 roku w Mosulu, stanowiącym wówczas część imperium osmańskiego. Pochodził z asyryjskiej, chrześcijańskiej rodziny należącej do Kościoła chaldejskiego. W 1846 roku, w wieku dwudziestu lat, zatrudniony został przez brytyjskiego archeologa Austena H. Layarda do pracy w trakcie jego wykopalisk w Nimrud (stanowisku kryjącym pozostałości asyryjskiej stolicy Kalchu) i na wzgórzu Kujundżyk (stanowisku kryjącym pozostałości kompleksu pałacowego innej asyryjskiej stolicy – Niniwy). Z czasem Rassam stał się asystentem Layarda, a od 1852 roku, po powrocie tego ostatniego do Wielkiej Brytanii, kontynuował z ramienia British Museum prace wykopaliskowe na tych dwóch stanowiskach. Podejrzewając istnienie nieodkrytego jeszcze asyryjskiego pałacu na wzgórzu Kujundżyk w jego części przyznanej archeologom francuskim, rozpoczął tam potajemne, nocne wykopaliska, odkrywając tzw. pałac północny Aszurbanipala ze słynnymi reliefami ukazującymi królewskie polowanie na lwy i częścią słynnej królewskiej biblioteki.
W 1855 roku wyjechał do Wielkiej Brytanii i - dzięki pomocy Layarda - otrzymał pracę w konsulacie brytyjskim w Adenie. W 1866 roku wysłany został do Etiopii z dyplomatyczną misją uwolnienia brytyjskich misjonarzy, uwięzionych przez tamtejszego władcę Teodora II. Jego misja zakończyła się niepowodzeniem, a on sam stał się kolejnym więźniem etiopskiego władcy. Wolność uzyskał dopiero dwa lata później, kiedy to brytyjskiej armii udało się pokonać Teodora II i uwolnić jeńców. Po powrocie do Wielkiej Brytanii stał się celem licznych ataków, w których oskarżano go o nieudolne prowadzenie negocjacji z Teodorem II. Pomimo prób obrony swego dobrego imienia, zmuszony został do wycofania się z polityki.
Rassam powrócił w 1878 roku do Mezopotamii, by przez cztery kolejne lata (do 1882 roku), ponownie z ramienia British Museum, prowadzić wykopaliska na takich stanowiskach, jak Babilon (gdzie odkrył Cylinder Cyrusa), Borsippa, Girsu, Sippar, Niniwa (gdzie odkrył Złamany obelisk), Kalchu, Toprakkale czy Balawat (gdzie odkrył pozostałości słynnych wrót). Po 1882 roku powrócił do Wielkiej Brytanii, gdzie do końca swego życia mieszkał w Brighton. Był członkiem Royal Geographical Society, Society of Biblical Archaeology i Victoria Institute. Jego dorobek literacki obejmuje następujące pozycje: "The British Mission to Theodore, King of Abyssinia" (wydana w 1869 roku) i "Asshur and the Land of Nimrod" (wydana w 1897 roku).